# راندي وين
راندي وين (بالإنجليزية: Randy Wayne)‏ هو منتج أفلام وممثل أمريكي، ولد في 7 أغسطس 1981 في الولايات المتحدة.

## أعمال

### مسلسلات
- لعبة الكذب

## وصلات خارجية
- راندي وين على موقع IMDb (الإنجليزية)
- راندي وين على موقع ألو سيني (الفرنسية)
- راندي وين على موقع أول موفي (الإنجليزية)
- راندي وين على موقع قاعدة بيانات الفيلم (الإنجليزية)
- راندي وين على موقع كينوبويسك (الروسية)